# Mischabel
Die Mischabel [mischáhbl] – auch Mischabelkette – ist ein Gebirgszug der Walliser Alpen zwischen dem Mattertal im Westen und dem Saastal im Osten und nach dem Mont-Blanc-Massiv und der Monte Rosa das dritthöchste Gebirgsmassiv der Alpen. Ihr Hauptgipfel, der Dom, ist mit 4546 m ü. M. der höchste Berg der Schweiz, der mit seiner kompletten Basis innerhalb der Landesgrenzen des Wallis liegt.

## Namensgebung
Die Herkunft des Namens Mischabel ist ungeklärt. Zum Teil wird die Ansicht vertreten, er sei von der dreizinkigen Mischtgabla (hochdeutsch: «Mistgabel») der ortsansässigen Bauern abgeleitet, nach anderen soll er von den um das Jahr 900 ins Wallis eingedrungenen Sarazenen stammen (Mudjabal, arab. «Gebirgskette»).

## Viertausender
Die Mischabel besteht aus (von Süden nach Norden):
- Täschhorn, 4491 m
- Dom, 4546 m
- Lenzspitze, 4293 m, früher auch Südlenz genannt

Die Gipfel des nordwestlich an die Lenzspitze anschliessenden Nadelgrats, verbunden durch das Nadeljoch (4207 m), werden auch zur Mischabel hinzugerechnet:
- Nadelhorn, 4327 m
- Stecknadelhorn, 4240 m
- Hohberghorn, 4218 m
- Dürrenhorn, 4035 m

Die Viertausender der Allalingruppe, sich südlich anschliessend an das Täschhorn, verbunden durch das Mischabeljoch (3847 m), werden teilweise auch zur Mischabel gerechnet (von Norden nach Süden):
- Alphubel, 4206 m
- Allalinhorn, 4027 m
- Rimpfischhorn, 4199 m
- Strahlhorn, 4190 m

## Gletscher
Auf der Mattertalseite bzw. der Westseite der Mischabel finden sich (von Norden nach Süden):
- Nadelgrat, Lenzspitze, Dom und Täschhorn
  - Riedgletscher
  - Dirrugletscher
  - Hohbärggletscher
  - Festigletscher
  - Kingletscher
- Allalingruppe
  - Alphubelgletscher
  - Mellichgletscher
  - Längfluegletscher
  - Adlergletscher
  - Findelgletscher

Auf der Saastalseite bzw. der Ostseite der Mischabel finden sich (von Norden nach Süden):
- Nadelgrat, Lenzspitze, Dom und Täschhorn
  - Hohbalmgletscher
  - Fallgletscher
  - Feegletscher
  - Weingartengletscher
- Allalingruppe
  - Hohlaubgletscher
  - Allalingletscher
  - Schwarzberggletscher

## Hütten
Auf der Mattertalseite bzw. der Westseite der Mischabel finden sich (von Norden nach Süden):
- Nadelgrat, Lenzspitze, Dom und Täschhorn
  - Bordierhütte
  - Domhütte
  - Kinhütte
- Allalingruppe
  - Täschhütte

Auf der Saastalseite bzw. der Ostseite der Mischabel finden sich (von Norden nach Süden):
- Nadelgrat, Lenzspitze, Dom und Täschhorn
  - Mischabelhütte
  - Mischabeljochbiwak
- Allalingruppe
  - Britanniahütte

## Höhenwege
Auf der Mattertalseite bzw. der Westseite führt der Europaweg unter der Mischabel durch, auf der Saastalseite bzw. der Ostseite der Höhenweg Balfrin. An der Kreuzung des Europaweges mit dem Hüttenzustieg der Domhütte liegt zudem die Europahütte.

## Bilder
Die folgenden Bilder zeigen die Mischabel von der West- und Nordseite, wobei sich die einzelnen Aussichtspunkte immer weiter von der Mischabel nach Nordosten entfernen:

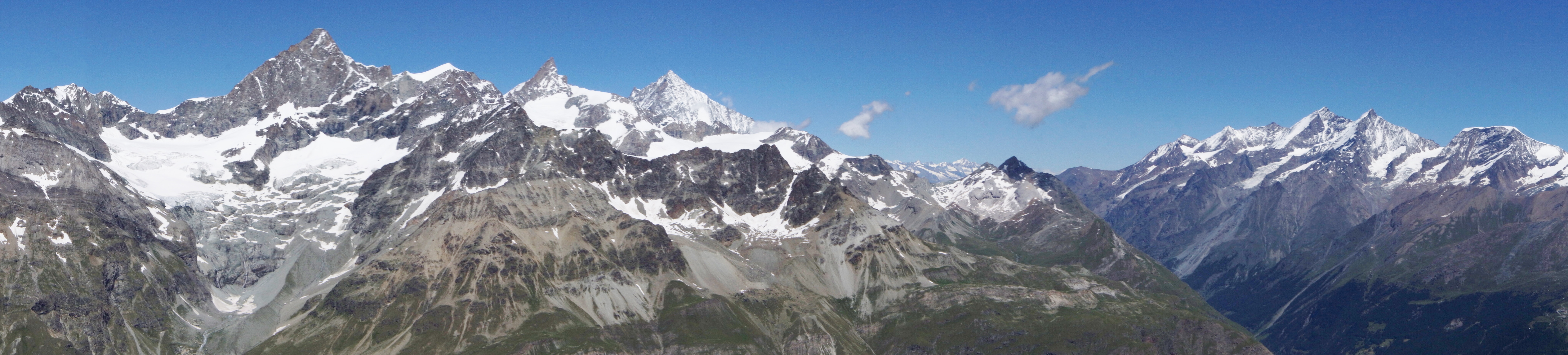
Blick in 3292 m ü. M. vom Hörnligrat des Matterhorns auf die Mischabel (rechts) und die Weisshorngruppe (links).
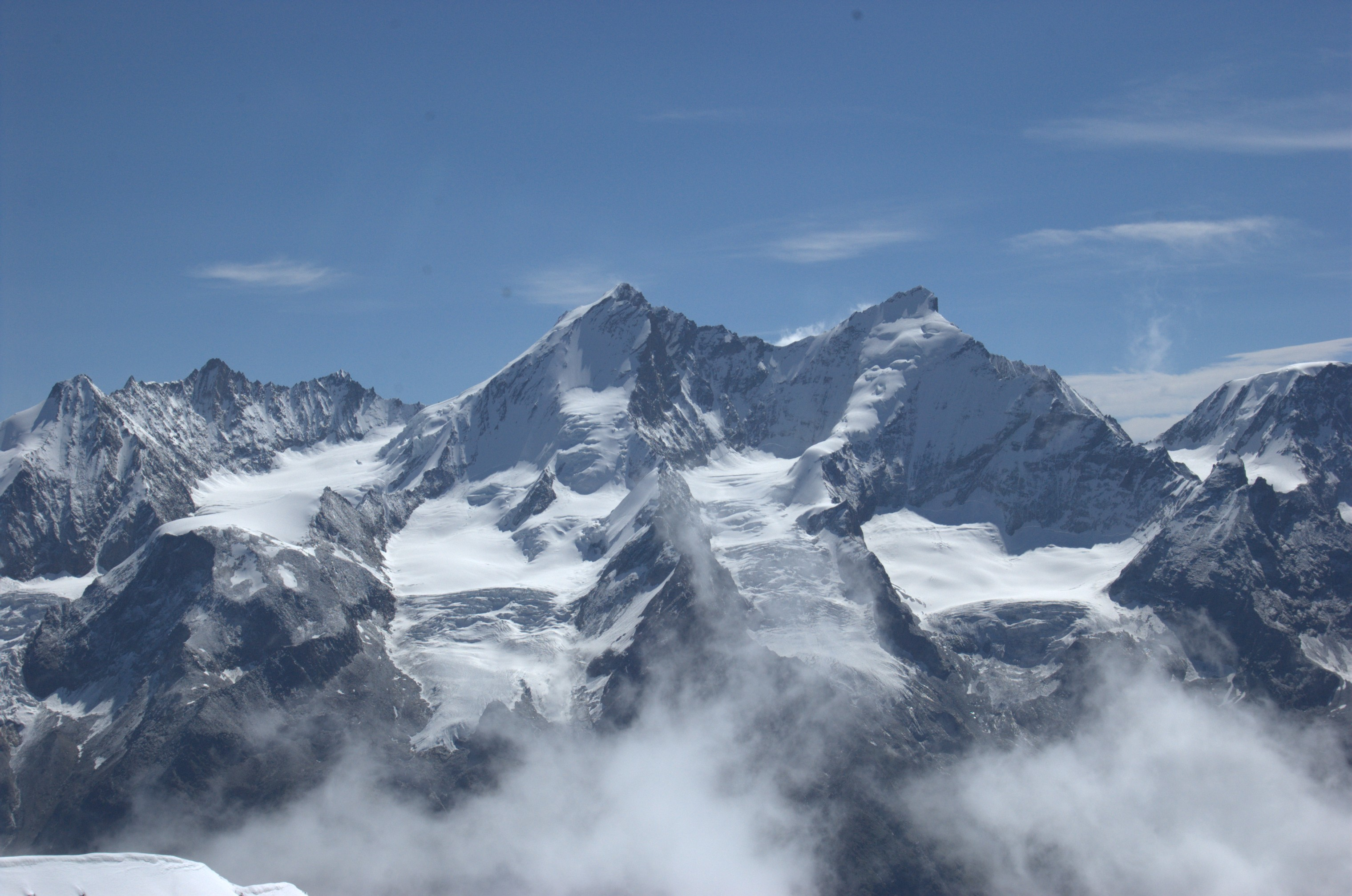
Blick oberhalb der Weisshornhütte auf die Mischabel.
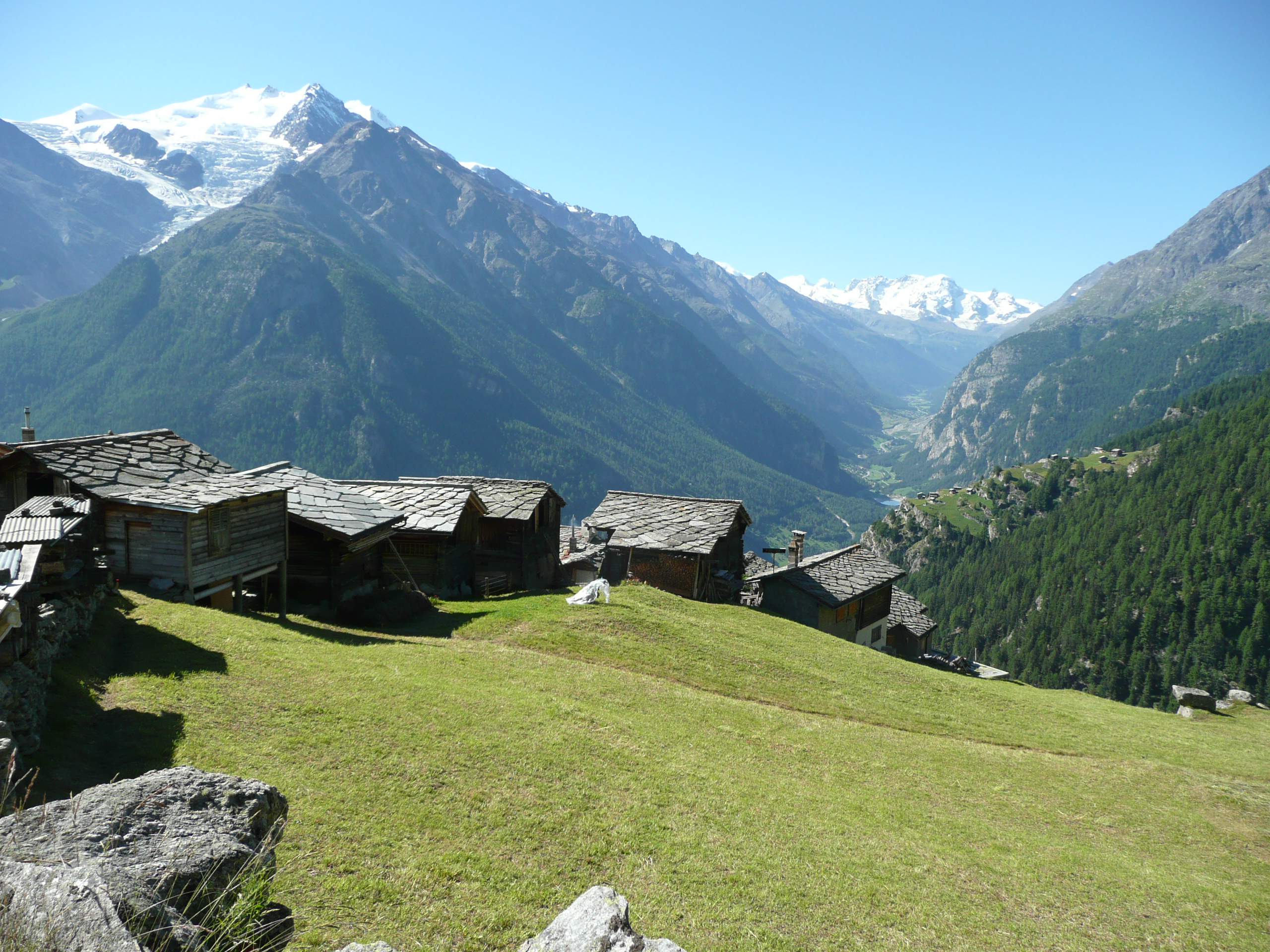
Blick von Jungen auf die Mischabel (links oben) und das hintere Mattertal.
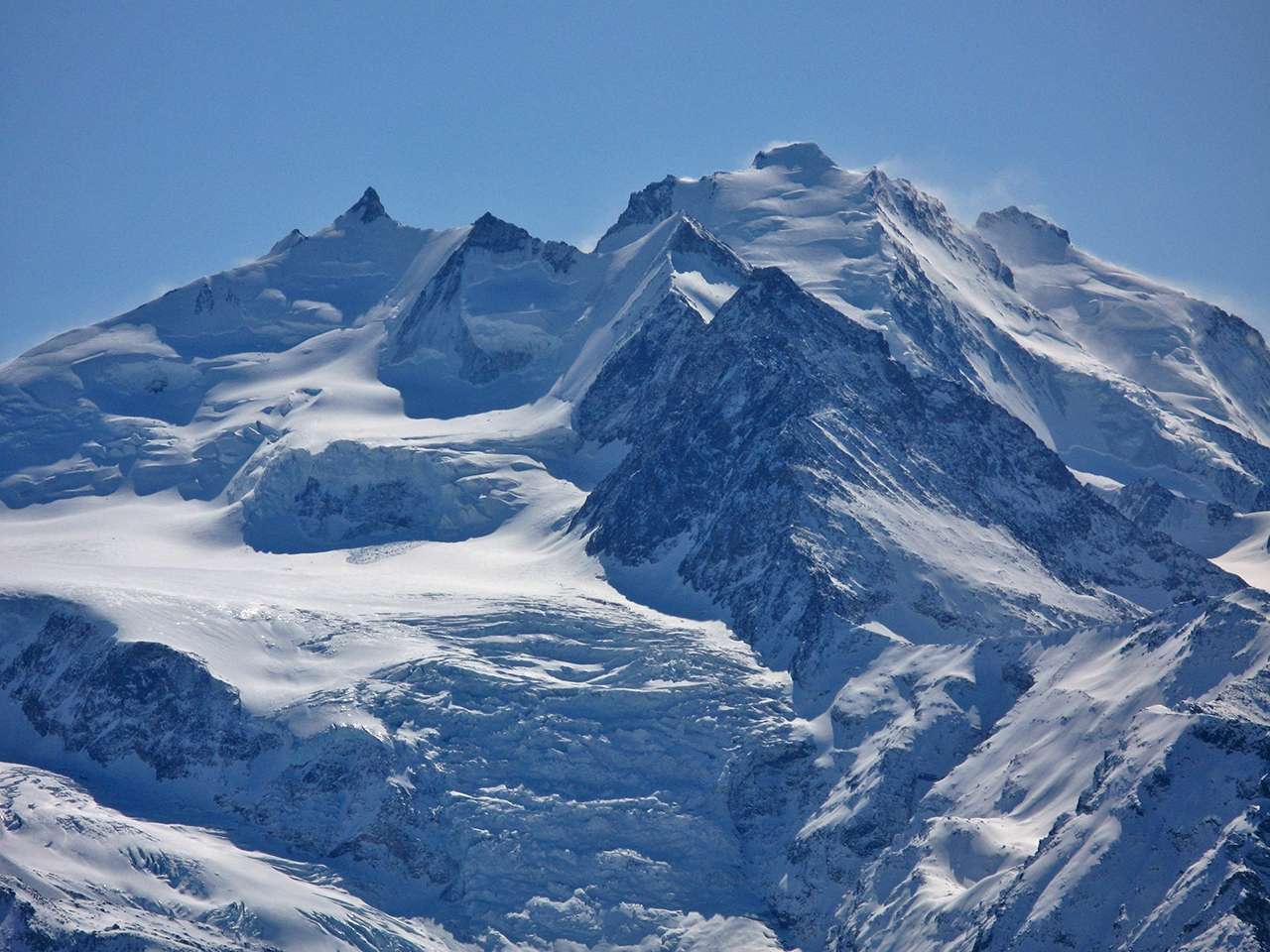
Gipfelaussicht vom Augstbordhorn auf die Mischabel.
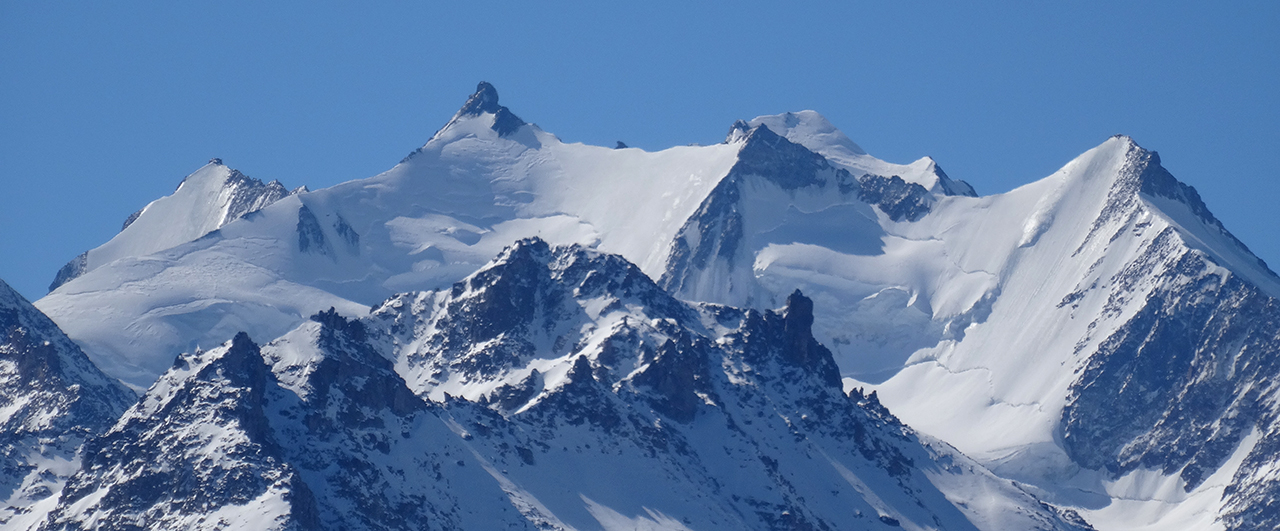
Blick von der Moosalp auf die Mischabel; Berggipfel von links nach rechts: Lenzspitze (im Hintergrund), Nadelhorn, Stecknadelhorn, Dom (im Hintergrund), Hohberghorn
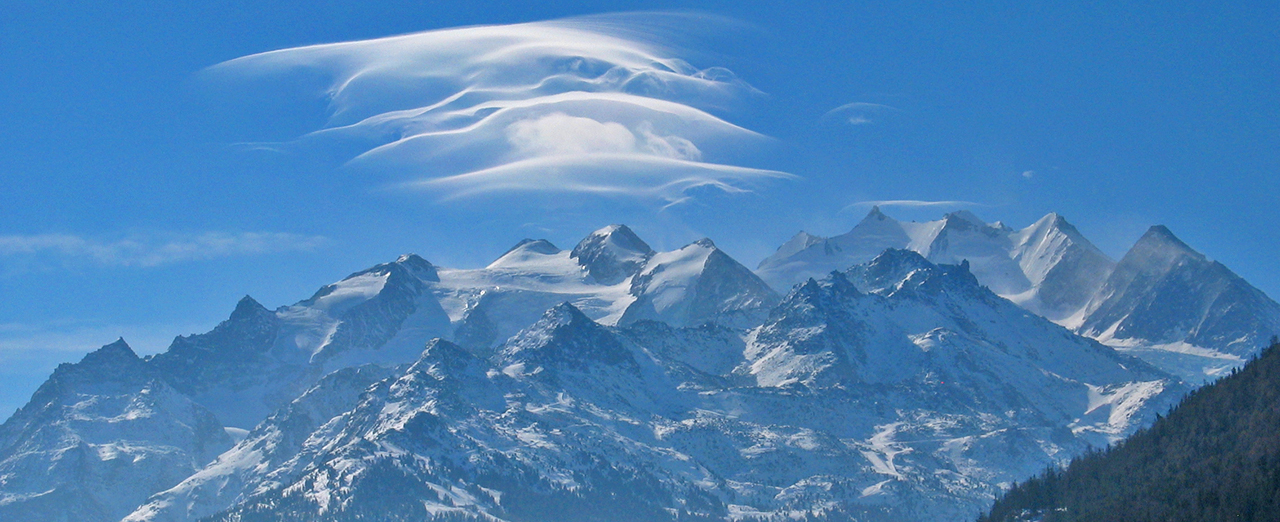
Mischabel vom Kasteltschuggen (Zeneggen) aus.
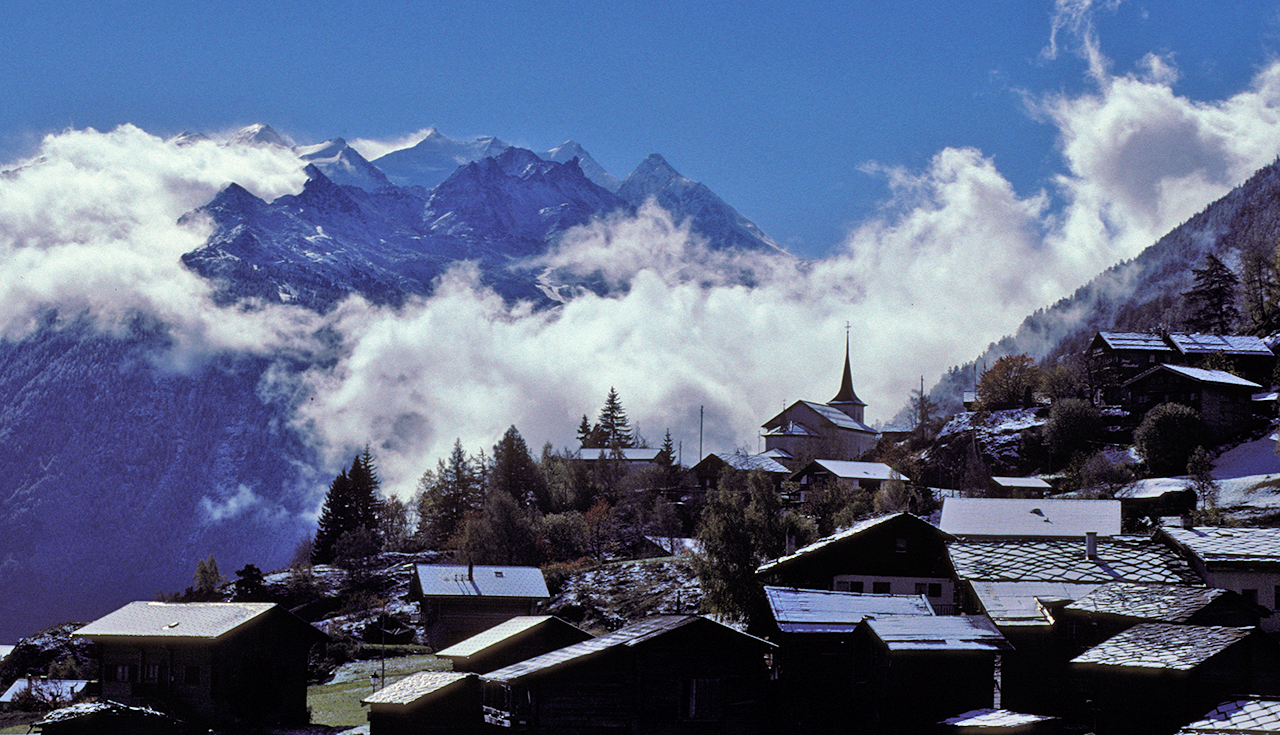
Mischabel von Zeneggen aus.
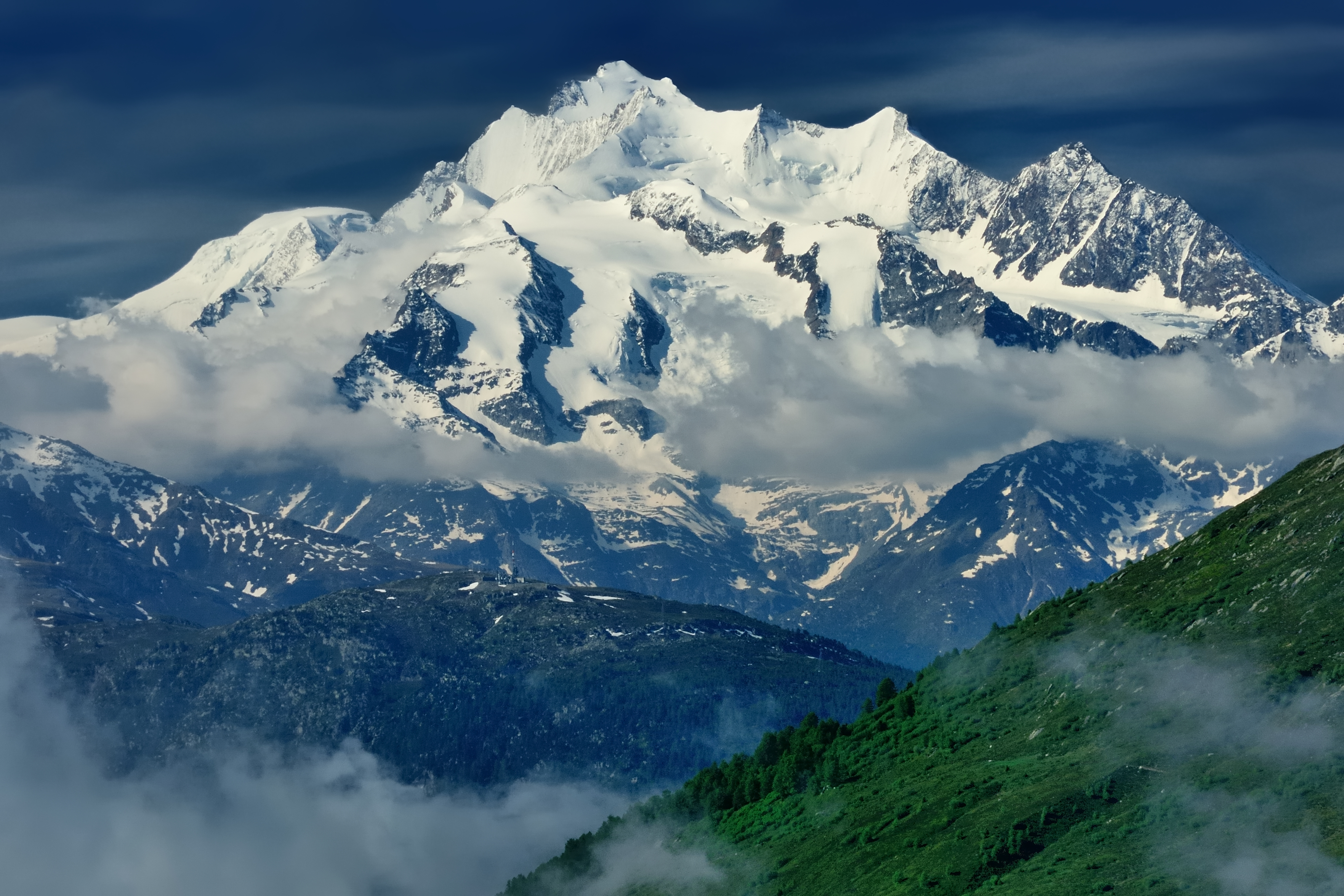
Mischabel von Bruchegg der Belalp aus.
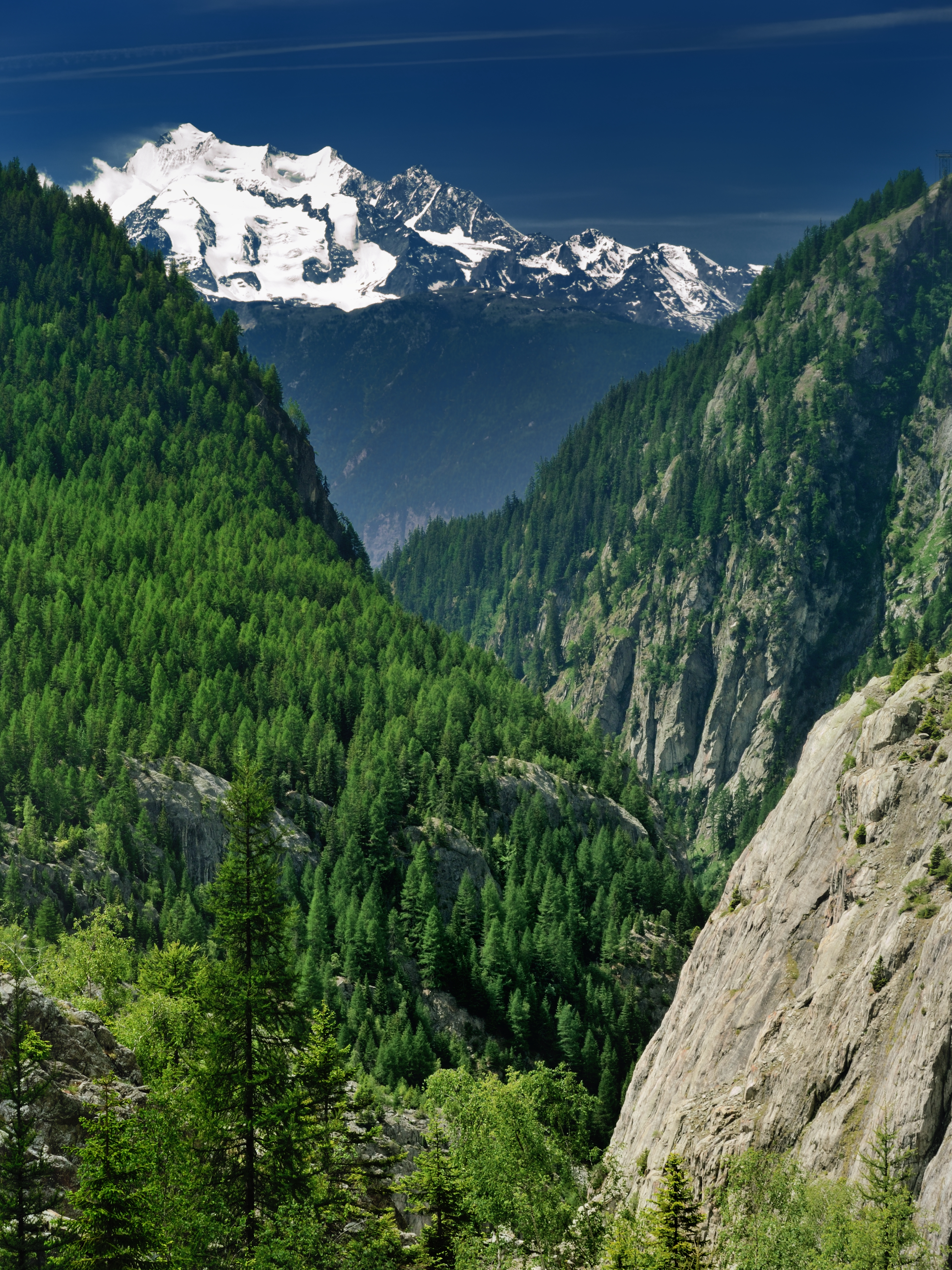
Mischabel vom Massatal aus.
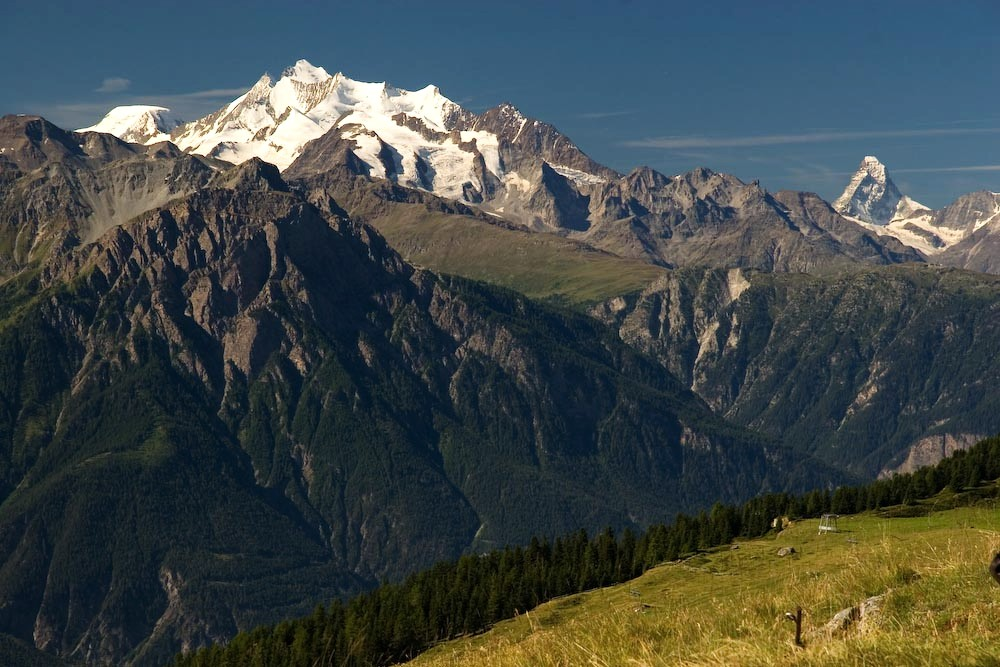
Mischabel und Matterhorn von der Riederalp aus.
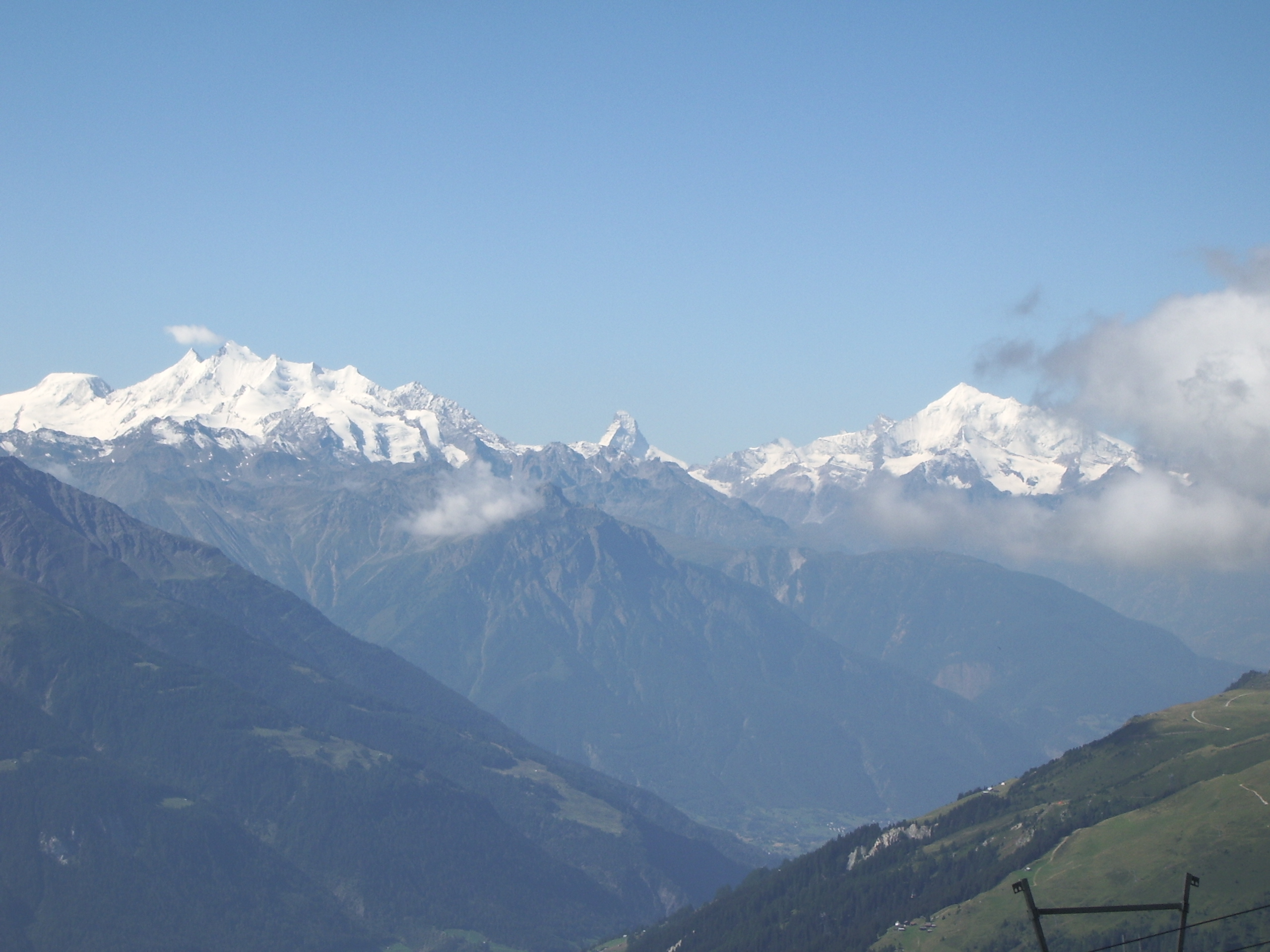
Mischabel, Matterhorn und Weisshorngruppe von Steibenchriz in Bellwald aus.
Mischabelgrat von Norden, Wallis, Ballonaufnahme von Eduard Spelterini, 1909

Die folgenden Bilder zeigen die Mischabel von der Ostseite, wobei sich die einzelnen Aussichtspunkte immer weiter von der Mischabel nach Osten und Süden entfernen:

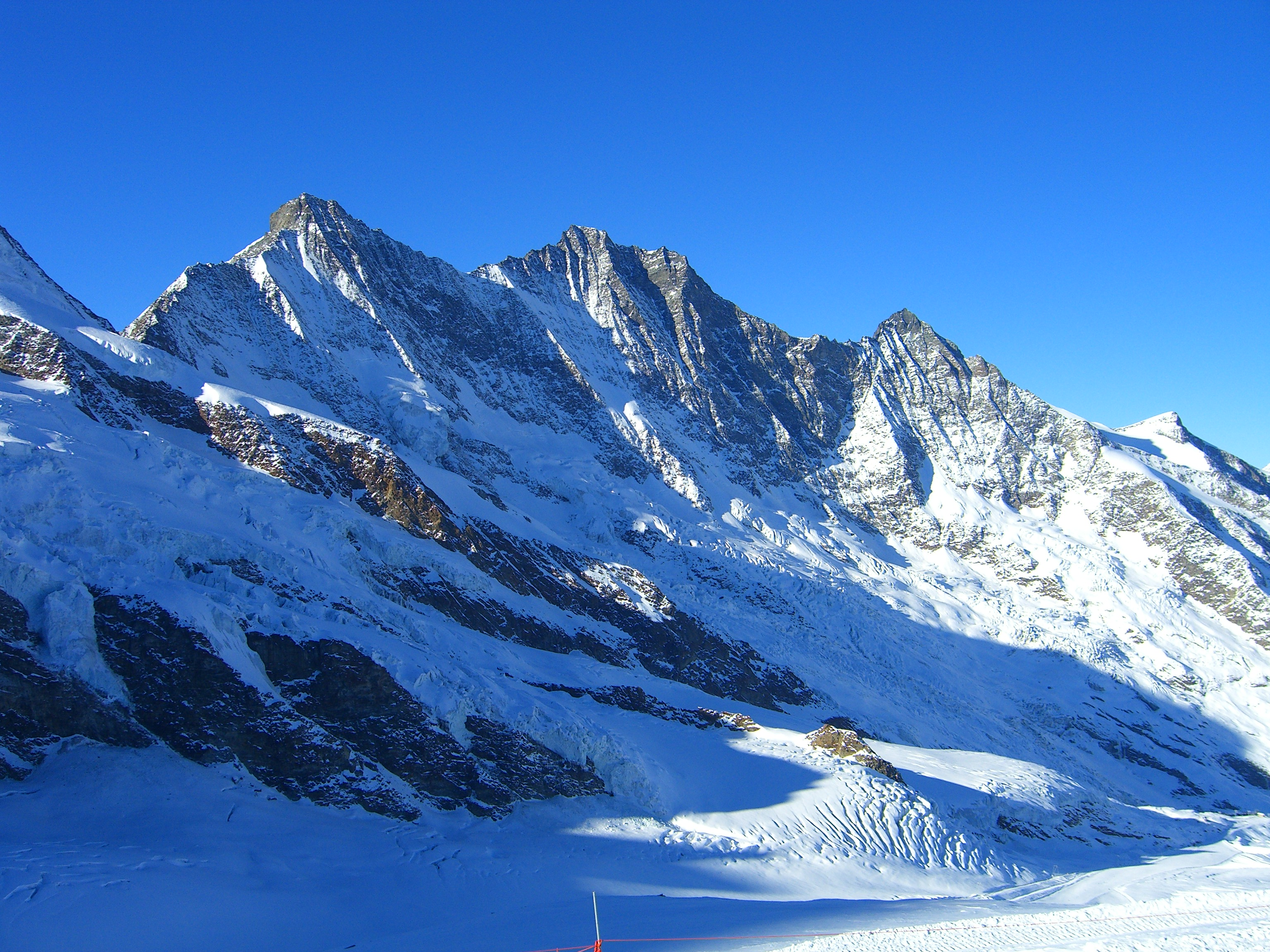
Blick im Winter 2006 vom Mittelallalin auf Mischabel, links Täschhorn, dann Dom und Lenzspitze.
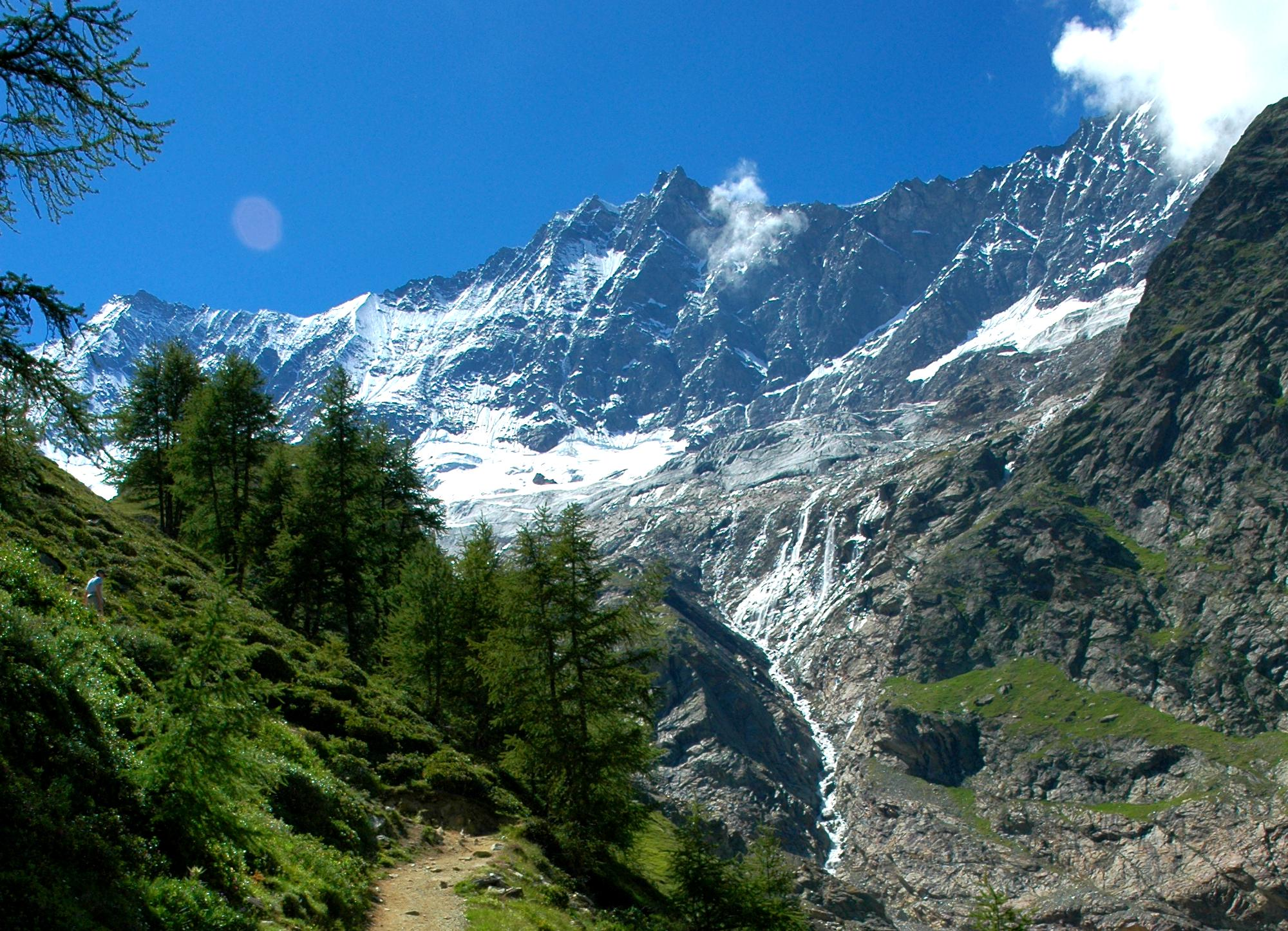
Mischabel von Saas-Fee aus.
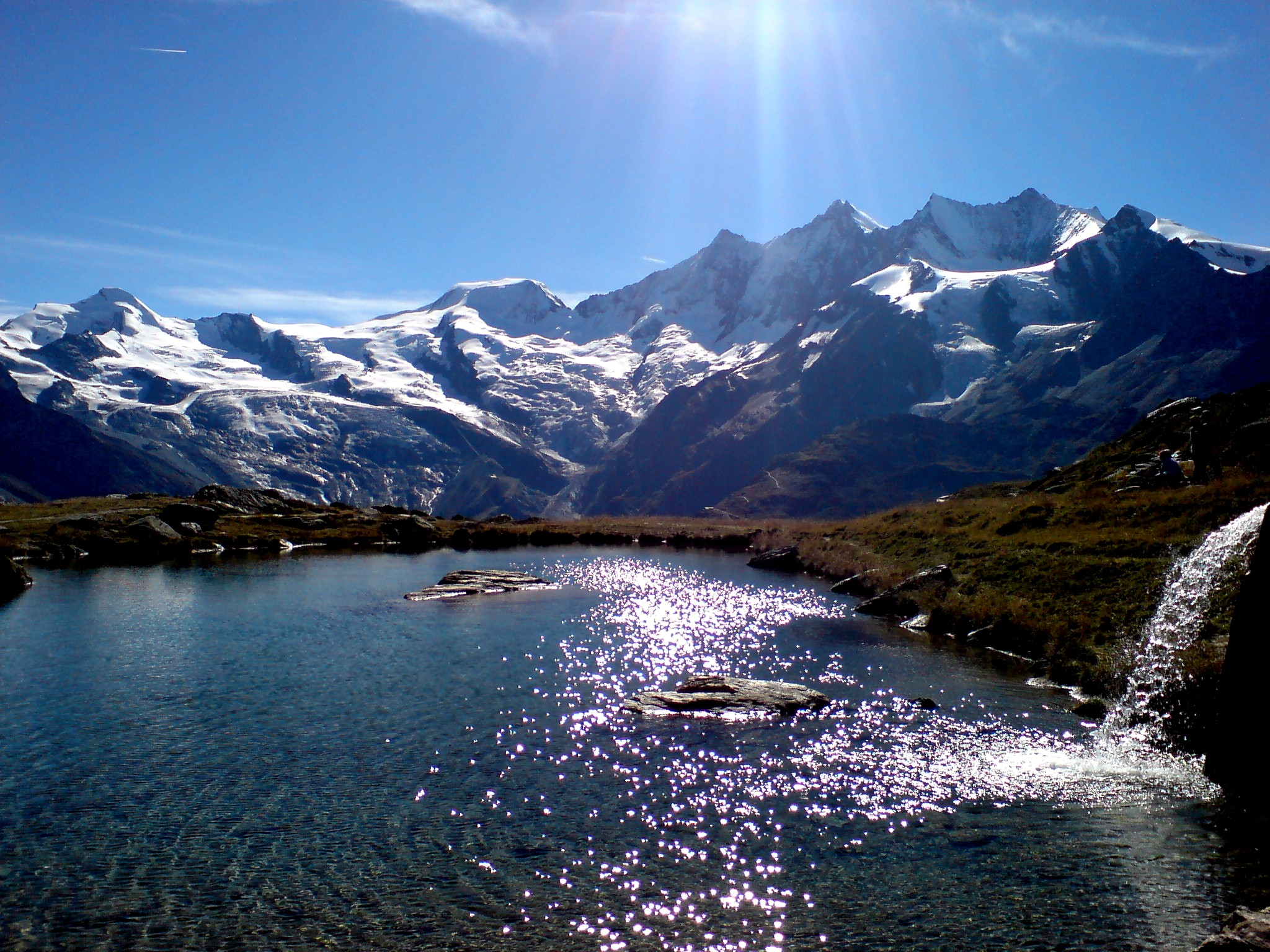
Mischabel vom Kreuzboden oberhalb Saas-Grund aus.
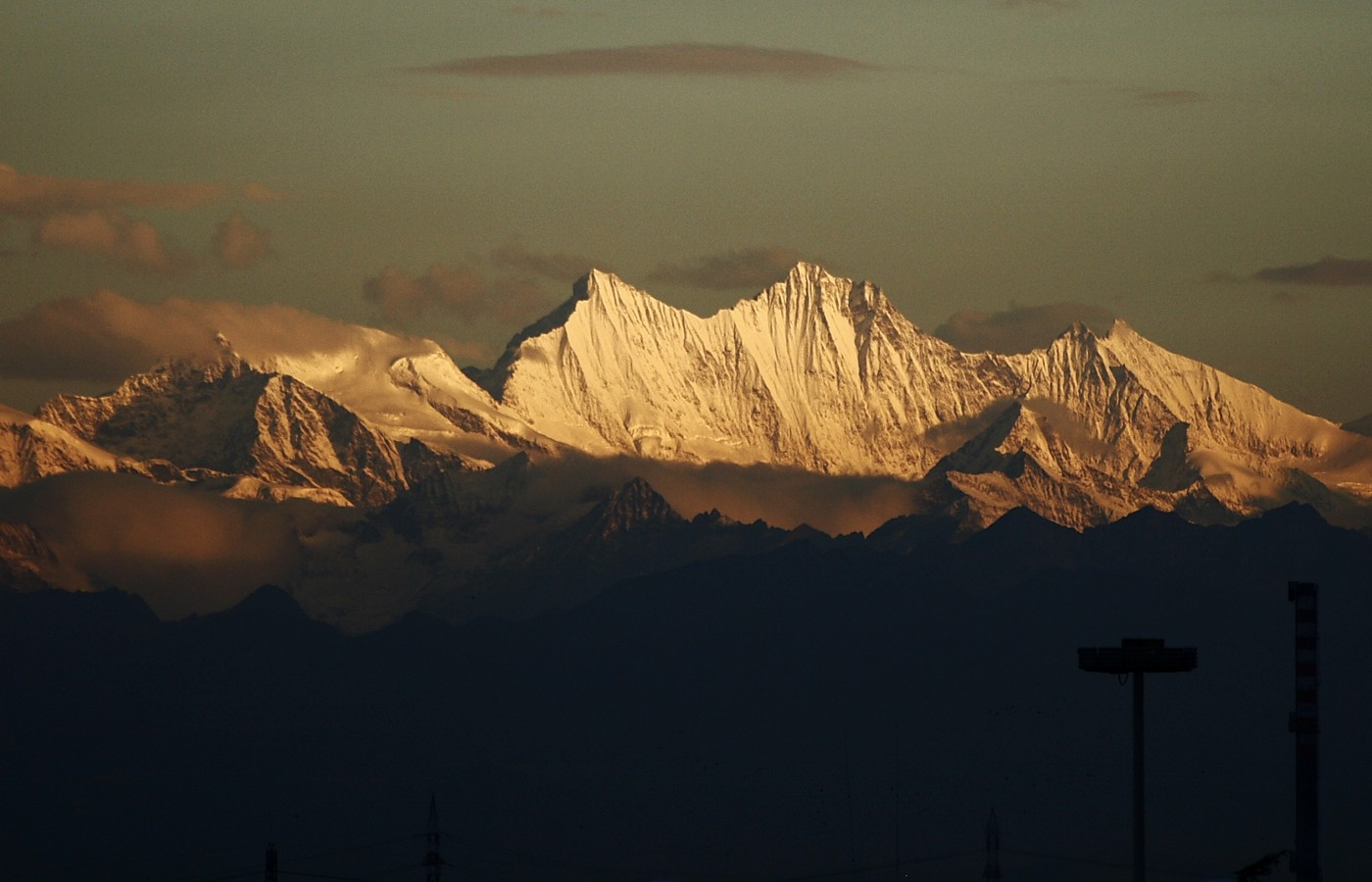
Mischabel von Mailand aus.